# Villa Ferri (Napoli)
Villa Ferri è una villa napoletana situata lungo una curva stradale di via Nevio, a Posillipo.
I progettisti furono Luigi Cosenza e Francesco Della Sala che realizzarono una villa a strati, seguendo il tratto curvo della strada. La villa è composta da un basamento che in origine possedeva numerose aperture e da un corpo prismatico a due piani che volge a mezzogiorno. La struttura è fortemente razionalista, tipico dell'architettura di Cosenza e di Della Sala; tuttavia, negli ultimi anni del XX secolo la villa ha subito numerose modifiche da parte dei proprietari che hanno snaturato le forme geometriche dei volumi, in contrasto con quelle che erano le luci e le ombre del complesso strutturale-architettonico organizzato dagli stessi progettisti, come la chiusura delle aperture del basamento.